# NK Gaj Mače
Nogometni klub Gaj Mače hrvatski je nogometni klub iz Mača, Krapinsko-zagorska županija. Trenutačno se natječe u 3. NL – Centar.

## Povijest
Klub je osnovan 1927. godine pod imenom NK Rudar. Osnovala ga je skupina radnika koji su radili u ugljenokopu u Malom Bukovcu. Godine 1968. preimenovan je u NK Gaj Mače. Od te godine klub počinje organizirano djelovati. Klub od tada pa do sezone 2010./11. nastupa u 1. ŽNL Krapinsko-zagorske županije. U sezoni 2006./07. klub je bio pobjednik 1. ŽNL. U sezoni 2007./08. osvaja kup Nogometnog saveza Krapinsko-zagorske županije (NSKZŽ). Nakon osvajanja županijskog kupa, klub se kvalificirao u 1. kolo Kupa Hrvatske. Tada je u Maču gostovao Dinamo Zagreb. To je jedan od najvećih uspjeha kluba. U sezoni 2008./09. klub je osvojio županijsku ligu te kup. U pretkolu kupa Hrvatske ovdje je gostovao još jedan državni prvoligaš – Croatia Sesvete. U sezoni 2009./10. klub ponovno osvaja županijsku ligu i kup. U sezoni 2010./11. klub je prešao u viši razred natjecanja odnosno u 4. Hrvatsku nogometnu ligu Središte A. Tamo je u sezoni 2011./12. osvojio 3. mjesto, te se tako plasirao u 3. HNL – Središte, a 2016./17. natječe se u 4. nogometnoj ligi Središte Zagreb.
Klub je 2020. godine osvojio Kup Krapinsko-zagorske županije te ušao u prvo kolo Hrvatskog kupa zahvaljujući rekordnoj pobjedi (NK Gaj Mače – NK Lika, 20:2) u pretkolu. U prvom kolu Hrvatskog nogometnog kupa ispao je od prvoligaša NK Lokomotive rezultatom 2:3 u produžetcima.

## Vanjske poveznice
- Službena Facebook stranica kluba
- Raspored utakmica